# Сент-Авольд
Сент-Аво́льд (фр. Saint-Avold, нем. Sankt Avold) — город во французском департаменте Мозель, регион Эльзас — Шампань — Арденны — Лотарингия, округ Форбак — Буле-Мозель, кантон Сент-Авольд. До марта 2015 года город являлся административным центром упразднённых кантонов Сент-Авольд-1 и Сент-Авольд-2 (округ Форбак).

## Географическое положение

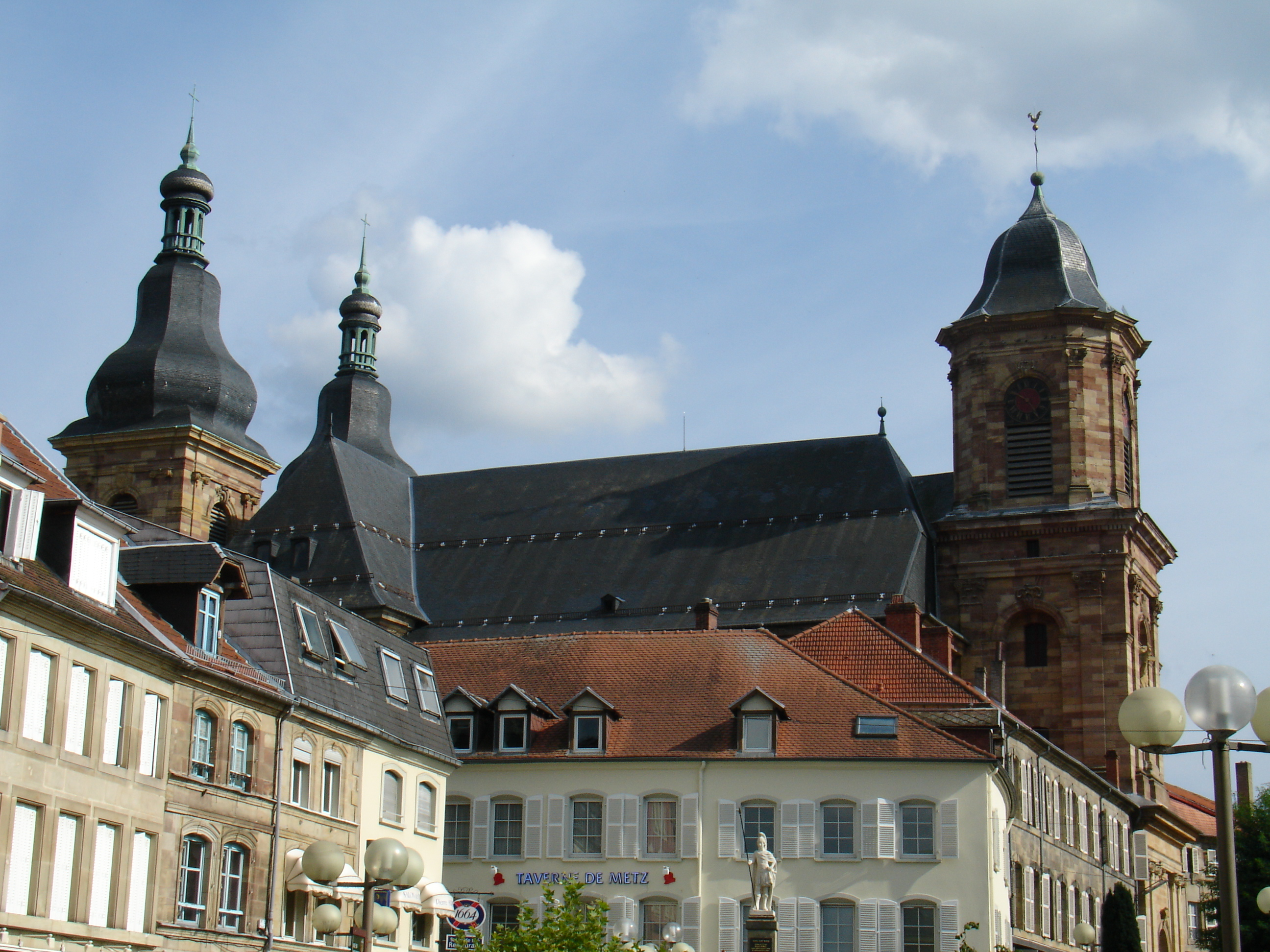
Вид на аббатство от площади Победы, центральной площади Сент-Авольда.

Сент-Авольд расположен на реке Россель в 320 км к востоку от Парижа, в 45 км к востоку от Меца и в 25 км к юго-западу от Саарбрюккена. Город находится на границе с Германией в природном лесном регионе Варндт.

## История
Ирландский преподобный Фридолин Зекингенский (Fridolin de Säckingen), аббат из Пуатье, основал здесь в 509 году ораторий Hilariacum. Аббатство святого Набора, построенное в VI веке как ораторий монастыря, получило мощи святого и постепенно увеличивалось. В XVIII веке была построена базилика. Во время Французской революции, а позже в ходе Второй мировой войны, церковь сильно пострадала.

## Демография
По переписи 2011 года в коммуне проживало 16 278 человек.

## Достопримечательности

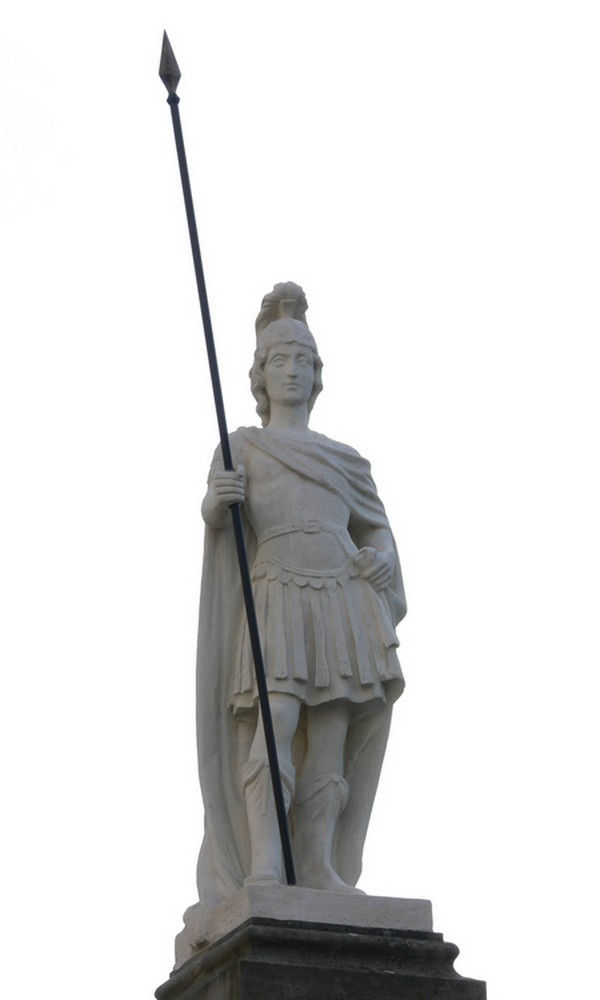
Статуя святого Набора.

В Сент-Авольде находится 44 здания, признанные памятниками истории.
- Часовня святой Троицы (1699—1714).
- Часовня святого Креста (XIV век), упоминалась впервые в 1583 году.
- Часовня графов де Креанж (после 1574 года).
- Площадь Сент-Фонтен.
- Церковь Сент-Набор, основана в VI веке, реконструирована в XVII и XVIII веках. На фасаде церкви находится статуя, представляющая Веру скульптора Пьера-Франсуа ле Руа (1739—1812).

- Следы галло-романской культуры. Здесь в XIX веке была найдена древнеримская статуя Дианы.
- Замок Генриетты Лотарингской, построен в начале XVII века для графов де Эннен. Сейчас здесь располагается мэрия Сент-Авольда.
- Казармы Ардан дю Пик (1896), пример военной архитектуры XIX века.
- Американское кладбище Сент-Авольд, крупнейшее кладбище американских солдат, погибших во Второй мировой войне. Здесь находится 10 489 могил, на территории кладбища построена часовня-бельведер.

- Базилика Нотр-Дам-де-Бонскур (XVII—XIX века).
- Бенедиктинское аббатство Благая весть (1631—1633).
- Церковь Сен-Томас в Дурд’Аль (1835—1836) на месте церкви 1717 года.

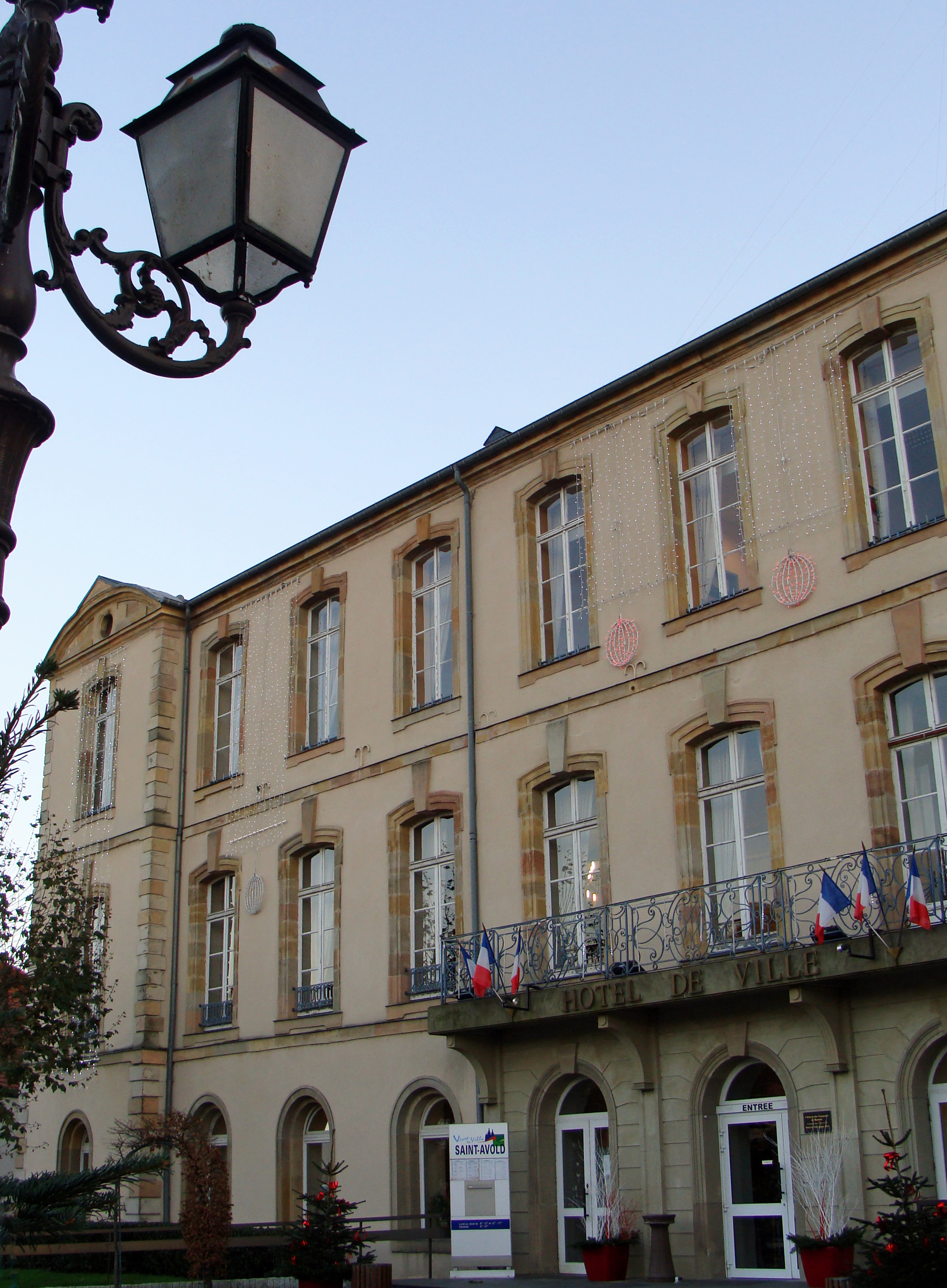
Замок Генриетты Лотарингской (мэрия Сент-Авольда).
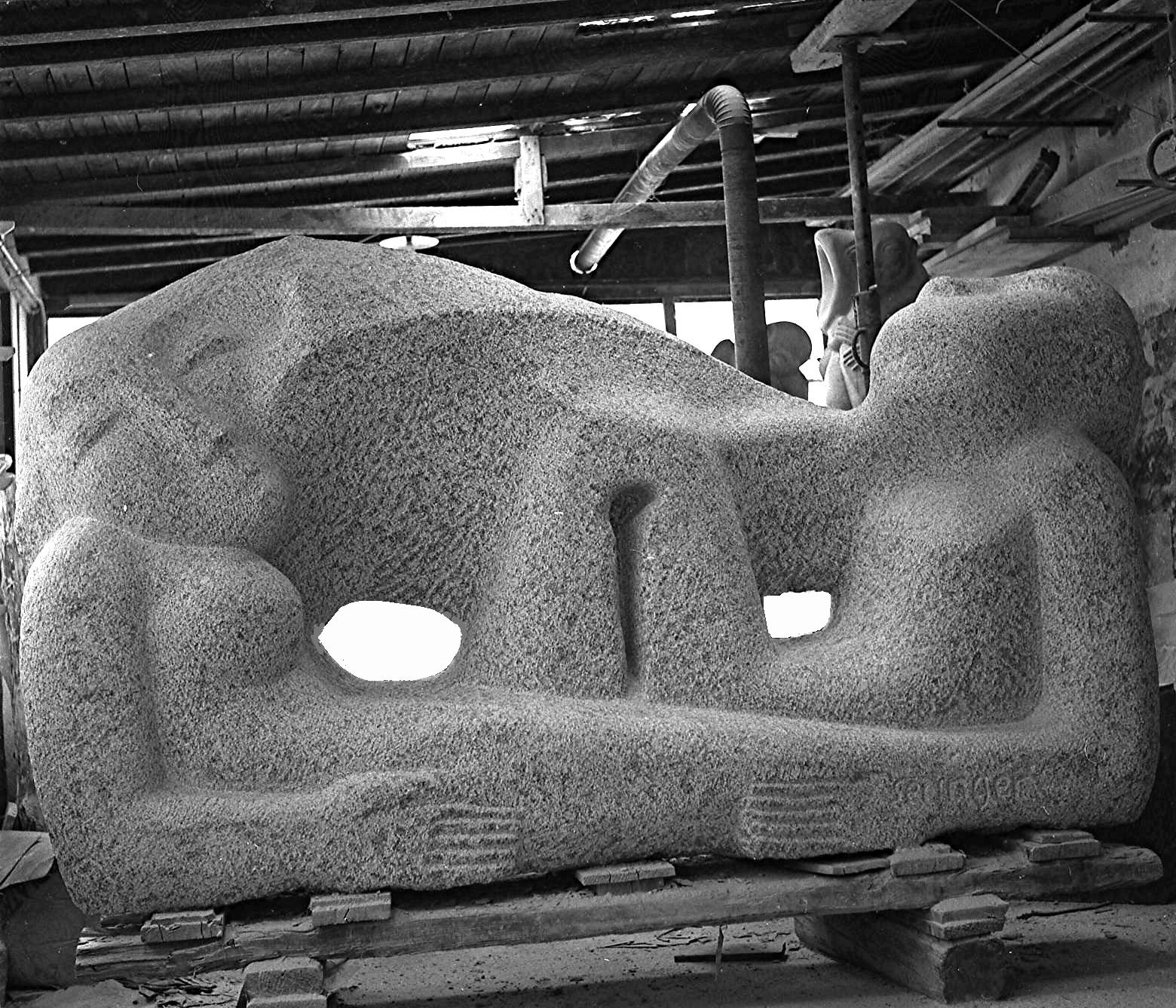
Скульптура Шеломо Селенгера Дух материи №1.
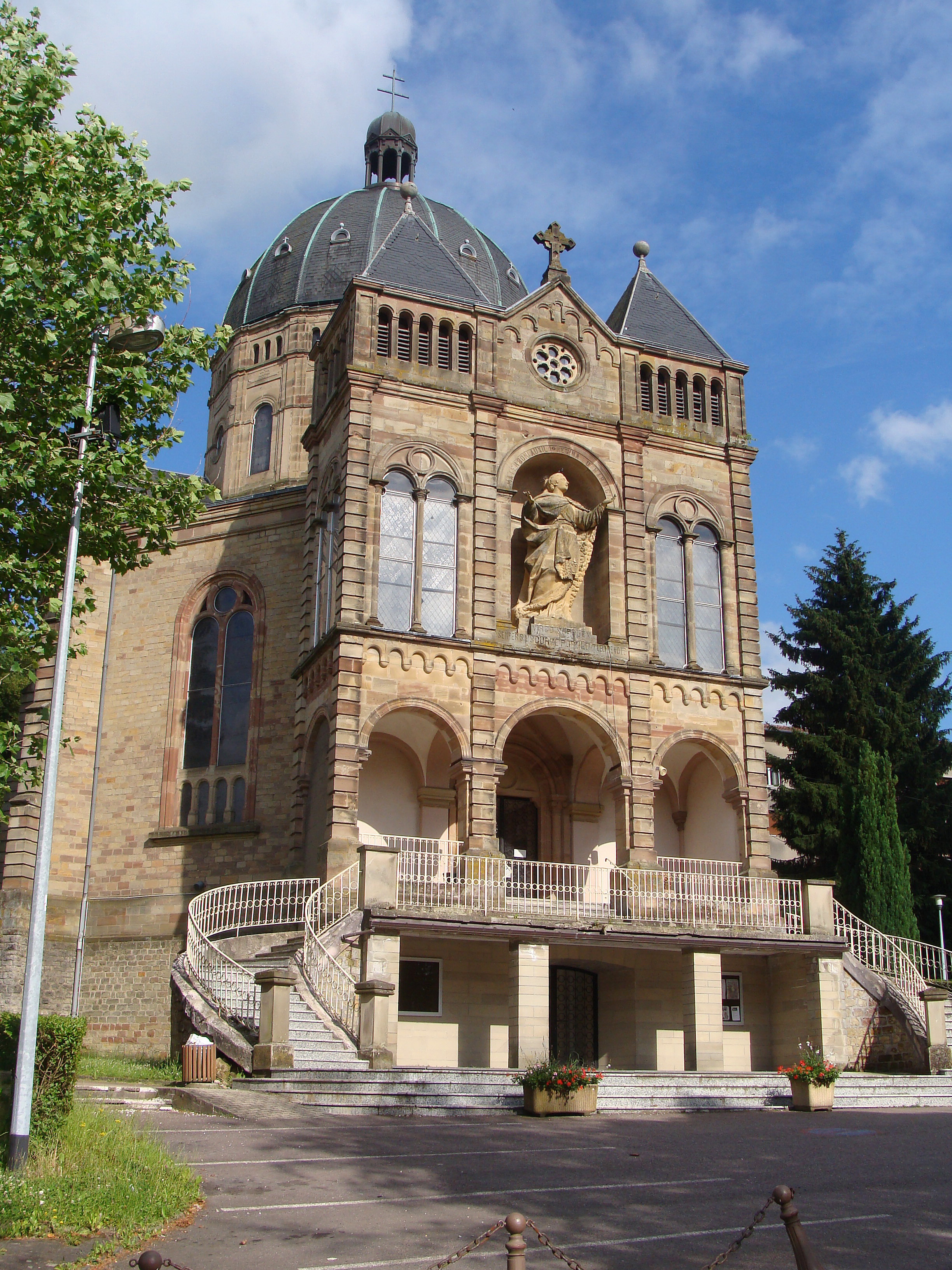
Базилика Нотр-Дам-де-Бонскур, вид на фасад со статуей Блонделя.